# Venus y Adonis (Tiziano)
Venus y Adonis es un cuadro pintado por Tiziano en 1554 que se encuentra expuesto en el Museo del Prado de Madrid. 

## Descripción
La pintura ilustra uno de los episodios recogidos por Ovidio en sus famosas Metamorfosis. La obra ofrece una imagen de Venus parcialmente de espaldas, concebida por Tiziano para ser contemplada y contrapuesta a la Dánae (rigurosamente frontal), que él mismo había pintado poco antes (Londres, duques de Wellington), y con la intención de que ambas obras se mostrasen en la misma estancia en armónica contraposición. Ambas obras fueron concebidas para ser entregadas al rey Felipe II de España, junto con otras pinturas igualmente mitológicas, llamadas en su época Poesías, que actualmente se hallan dispersas en Gran Bretaña y Estados Unidos. En una ocasión excepcional y difícilmente repetible, en 2020-2021 las seis pinturas se reunieron en una exposición que pasó por tres sedes: National Gallery de Londres, Museo del Prado de Madrid e Isabella Stewart Gardner Museum de Boston; la muestra del Prado se complementó con más obras de diversos maestros .
Esta obra fue famosa, desde su primera exhibición, por el erotismo que expresa. Su principal singularidad radica en la actitud y postura de Venus: en lugar de una beldad pasiva que simplemente se deja seducir, aquí ella toma la iniciativa al intentar retener a Adonis. Además, la vemos de espaldas, con sus nalgas totalmente visibles. Esta parte de la anatomía femenina tenía en aquella época una gran connotación erótica.

## Otras versiones
Como de muchas de las obras de Tiziano, además de la versión «principal» (la del Prado) existen varias réplicas, realizadas con más o menos intervención del taller, lo que acredita el éxito que la composición obtuvo. Ya hacia 1520 Tiziano había pintado una versión bastante diferente, ahora perdida pero que se conoce por una pequeña copia en acuarela. La única totalmente autógrafa que subsiste es la del Prado, y le siguen cinco versiones de calidad inferior, conservadas en el Museo J. Paul Getty de Los Ángeles (adquirida en 1991 por unos 13,50 millones de dólares), la National Gallery of Art de Washington, el Metropolitan Museum de Nueva York (Venus y Adonis (Tiziano, Nueva York)), la Dulwich Picture Gallery de Londres y en una colección privada. Esta última versión, de buena calidad pero con deterioros, se localizaba en Lausana hasta su subasta en diciembre de 2022: alcanzó los 11 millones de libras .

## Restauración en 2014
La versión de Venus y Adonis del Prado, opacada por barnices oxidados, fue sometida a limpieza y restauración en 2014. Esta intervención incluyó la retirada de diversos repintes que habían enmascarado la técnica de Tiziano, muy abocetada en zonas como los fondos, donde llega a intuirse el tono de la capa de preparación. El lienzo original está recrecido a la izquierda por una banda vertical de unos 15 centímetros de anchura, pintada con un tono ocre bastante uniforme; esta ampliación es ajena al autor y descentraba la composición, por lo cual se ha ocultado debajo del marco, el cual (no siendo original de la época) ha sido acortado y cajeado por el reverso para solaparse sobre la ampliación. Tras la restauración, el cuadro se presentó al público junto con su cuadro compañero Dánae recibiendo la lluvia de oro, igualmente restaurado, y que prestaron los duques de Wellington. Hay que puntualizar que la Dánae del Prado, tradicionalmente creída compañera de Venus y Adonis, es realmente una versión muy posterior (h. 1565) ajena a Felipe II, y llegó a Madrid comprada por Diego Velázquez.

## Versión deVeronés
Hacia 1580, Veronés pintó un cuadro con los mismos protagonistas, Venus y Adonis, también conservado en el Prado, en el que el momento elegido para la escena es anterior a aquel de Tiziano, ya que los amantes son plasmados en el momento en que Adonis duerme plácidamente en los brazos de Venus. Tiziano eligió el momento en que Adonis partía a la caza del jabalí que a la postre le mataría. Venus, conocedora del destino fatal, trata de impedir la marcha de su amado. Al morir Adonis, Venus crea una flor de su sangre, la anémona, muy bella, pero de breve vida, al igual que Adonis.